# وندل رولینز
وندل رولینز (انگلیسی: Wendell Rollins; ۱۷ ژوئن ۱۹۱۷ – ۸ دسامبر ۱۹۹۰) دوچرخه‌سوار اهل ایالات متحده آمریکا بود. وی در بازی‌های المپیک تابستانی ۱۹۴۸ شرکت کرده است.